# 陳郁 (宋朝)
陳郁（？—1275年），字仲文，號藏一，臨川（今江西撫州）人。

## 生平
为诸色伎艺人。宋理宗時，歷官緝熙殿應制、東宮講堂掌書兼撰述。晚年致仕歸鄉，閉門終日，鑽研經籍。恭帝德佑元年卒。著有《藏一話腴》。《全宋詞》輯其詞4首。

## 家族
有子陳世崇。